# Longs Peak
Il Longs Peak (in lingua arapaho: Neníisótoyóú’u) è una montagna dell'America settentrionale, situata nel Front Range settentrionale, all'interno delle Montagne Rocciose; si tratta di un fourteener (montagne alte più di 14 000 piedi, pari a 4 267 metri) di altitudine pari a 4 345 m e si trova nel Parco nazionale delle Montagne Rocciose a 15,5 km a sud-ovest (209 gradi) dalla città di Estes Park, in Colorado. Longs Peak è il fourteener più a nord delle Montagne Rocciose del Colorado e rappresenta il punto più alto della contea di Boulder e del Parco nazionale delle Montagne Rocciose. La montagna prende il nome da Stephen Harriman Long, ed è rappresentata sul quarto di dollaro del Colorado.

## Descrizione

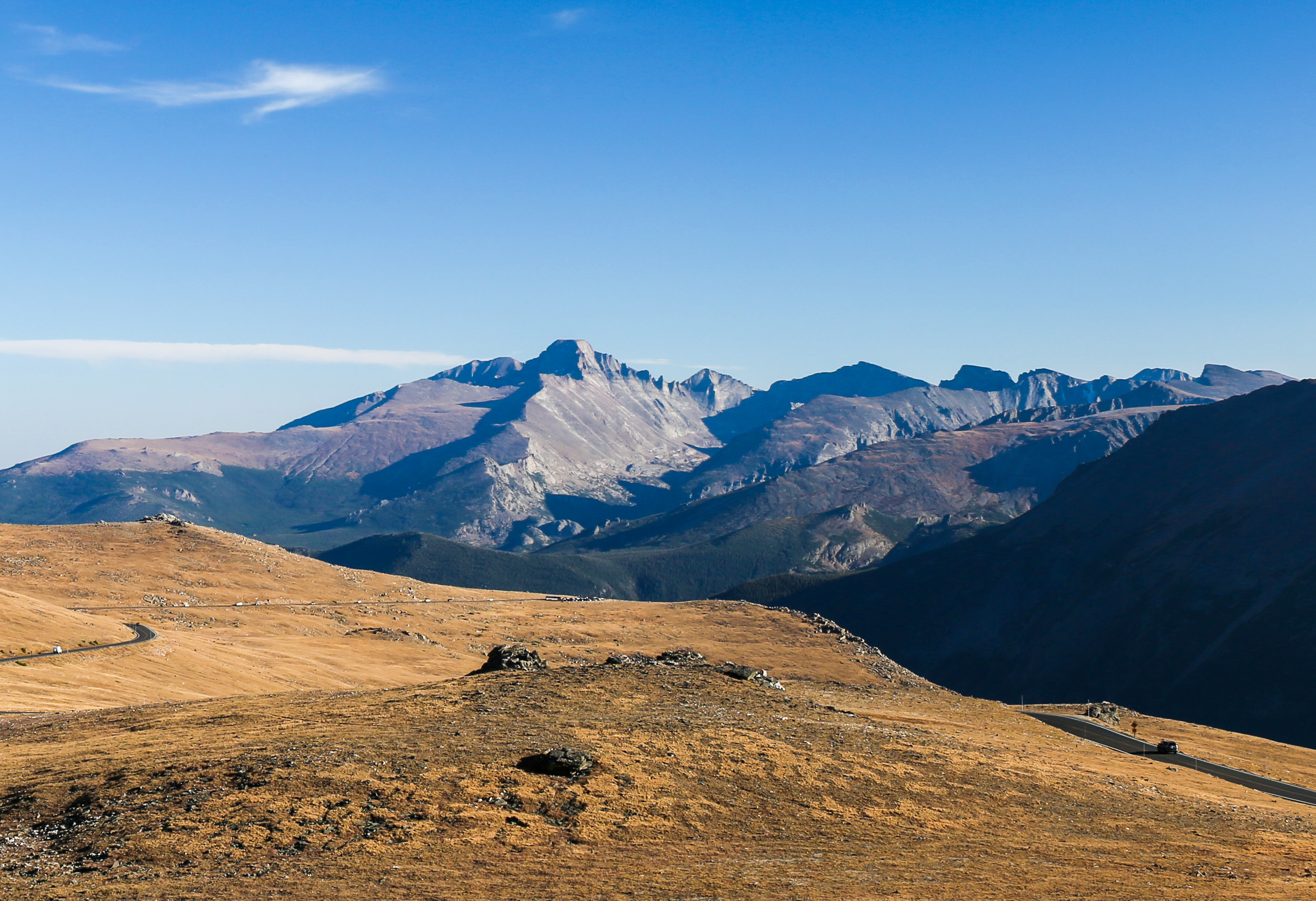
Longs Peak (a sinistra del centro), Pagoda Peak (al centro), Chiefs Head (a destra del centro, nell'ombra), e il monte Terra Tomah (all'estrema destra, nell'ombra) superano tutte i 3 700 metri nel Parco nazionale delle Montagne Rocciose

Longs Peak si scorge da dietro il monte Meeker da Longmont, e più direttamente da Loveland, oltre che da gran parte del Front Range Urban Corridor settentrionale. È una delle cime più importanti del Colorado, innalzandosi oltre 2 700 metri sopra il margine occidentale delle Grandi Pianure.
La prende il nome dal sindaco Stephen Harriman Long, la prima persona ad aver avvistato il Front Range il 30 giugno 1820 durante una spedizione del governo statunitense.
Il Longs Peak è conosciuto, insieme al vicino monte Meeker (4 240 metri) con il nome collettivo di Twin Peaks (cime gemelle).